# Zauanito
Zauanito (Souanetto ?).- Pleme američkih Indijanaca poznato iz jedinog španjolskog izvora iz 1691. koji ih navodi kao neprijatelje konfederacije Hasinai iz istočnog Teksasa. Njihovo ime napadno sliči imenu plemena Souanetto, koje spominje Henri Joutel (1687), također kao neprijatelje Kadohadacha s Red Rivera. Ova dva imena zacijelo su dana istom plemenu. O jezičnoj pripadnost ništa se ne zna. 

## Vanjske poveznice
- Zauanito Indians